# بلوغ مبكر
البلوغ المبكر أو التهريف (بالإنجليزية: Precocious puberty)‏، هو البلوغ الذي يحدث في سن مبكرة بشكل غير عادي. وفي معظم الحالات، تعتبر العملية طبيعية في كل جانب ما عدا ظهورها في سن مبكرة بشكل غير عادي، ويمثل ببساطة تنوع في التطور الطبيعي. في أقلية من الأطفال، ينجم البلوغ المبكر عن مرض مثل: ورم، أو إصابة في الدماغ. حتى ولو لم يكن هناك مرض، يمكن أن يسبب البلوغ المبكر بشكل غير عادي آثارا سلبية على السلوك الاجتماعي، والنمو النفسي، وتقليل احتمال الطول في البالغين، كما يمكن أن يسبب بعض المخاطر الصحية المستمرة مدى الحياة. يمكن علاج البلوغ المبكر المركزي عن طريق قمع هرمونات الغدة النخامية التي تحفز إنتاج الستيرويد الجنسي. والظاهرة المعاكسة هي تأخر البلوغ.
يستخدم المصطلح بعدة معاني مختلفة قليلا، والتي عادة ما تكون واضحة من السياق. وفي معناه الأوسع، عادة ما يُبسط في البلوغ المبكر، كما أنه يشير أحيانًا إلى أي تأثير الهرمون الجنس البدني، والذي يحدث لأي سبب، إذا حدث في وقت أبكر من العمر المعتاد، وخصوصًا عندما يتم اعتباره مشكلة طبية. يشير التعريف الأكثر صرامة للبلوغ المبكر إلى البلوغ المركزي فقط، والذي يبدأ قبل سن محددة إحصائيا على أساس النسبة المئوية في السكان (على سبيل المثال، 2.5 انحراف معياري أقل من متوسط السكان)، على توصيات الخبراء للأعمار التي يوجد فيها أكثر من فرصة ضئيلة لاكتشاف سبب غير طبيعي، أو بناء على الرأي بالنسبة للعمر الذي سن البلوغ المبكر قد يكون له آثار ضارة.
وهناك تعريف مشترك للأغراض الطبية، يبدأ قبل 8 سنوات في البنات، أو 9 سنوات في الأولاد.

## الأسباب
بيوبارتاس برايكوكس(Pubertas praecox)، هو المصطلح اللاتيني المستخدم من قبل الأطباء في القرن التاسع عشر.
قد ينشأ شعر العانة المبكر، نمو الثدي، أو نمو الأعضاء التناسلية من النضج المبكر الطبيعي، أو من عدة شروط أخرى.

### مركزي
إذا كان من الممكن إرجاع السبب إلى ما تحت المهاد، أو الغدة النخامية، فإنه يعتبر سبب مركزي. أسماء أخرى لهذا النوع هي «البلوغ المبكر الكامل»، أو «الحقيقي».
أسباب البلوغ المبكر المركزي يمكن أن تشمل:
- ضرر في الجهاز المثبط للمخ (بسبب عدوى، رضّة، تشعع)
- ورم عابي وطائي، والذي ينتج نبضات من الهرمون المطلق لموجهة الغدد التناسلية (GnRH)
- كثرة المنسجات لخلايا لانغر هانز
- متلازمة ماكيون أولبرايت

يمكن أن يكون البلوغ المبكر المركزي بسبب الأورام داخل الجمجمة، والعدوى (سل الجهاز العصبي المركزي هو الأكثر شيوعًأ، وخاصة في البلدان النامية)، والرضة، واستسقاء الرأس، ومتلازمة أنجلمان. كما يرتبط سن البلوغ المبكر بتقدم سن العظام، الأمر الذي يؤدي إلى الالتحام المبكر للمشاش، مما يؤدي إلى تقليل الطول النهائي، وقصر القامة.
ويمكن للبلوغ المبكر أن يجعل الطفل خصبا عندما يكون صغيرا جدا، وسجلت لينا مدينا كأصغر أم، والتي أنجبت في سن 5 سنوات، و 7 أشهر، و 17 يوما في تقرير، ويقال في 6 سنوات، و5 أشهر في آخر.
تم الإبلاغ عن البلوغ المبكر المركزي في بعض المرضى الذين يعانون من الكيسات العنكبوتية فوق السرج (بالإنجليزية: suprasellar arachnoid cysts)، وانخلاع المشاشة الفخذية الرأسية (بالإنجليزية: Slipped capital femoral epiphysis)، يحدث أيضًا في مرضى البلوغ المبكر المركزي؛ نتيجة للنمو السريع، وتغيرات في إفراز هرمونات النمو.
إذا لم يتم تحديد أي سبب، فإنه يعتبر مجهول السبب، أو بنيوي.

### محيطي
ويشار إلى التطور الجنسي الثانوي الناجم عن المنشطات الجنسية من مصادر غير طبيعية أخرى باسم «البلوغ المبكر المحيطي»، أو «البلوغ المبكر الكاذب». وعادة ما تظهر الأعراض بشكل حاد مع الأطفال. وتكون الأعراض نتيجة ل قصور الغدة الكظرية (بسبب نقص 21-هيدروكسيلاز، أو نقص 11-بيتا هيدروكسيلاز، الأول هو أكثر شيوعا)، والذي يتضمن ولكن لا يقتصر على ارتفاع ضغط الدم، انخفاض ضغط الدم، شذوذ الكهارل، غموض الأعضاء التناسلية في الإناث، وظهور علامات التذكير في الإناث. وتكشف اختبارات الدم عادة عن مستوى عالٍ من الاندروجين، مع مستويات منخفضة من الكورتيزول.
ومن الممكن أن تشتمل الأسباب على:
- مصادر داخلية
  - أورام الغدد التناسلية (مثال: ورم مُذَكِّر)
  - أورام الغدة الكظرية
  - ورم الخلايا الجرثومية[11][12]
  - فرط تنسج الكظرية الخلقي
  - متلازمة ماكيون أولبرايت
- هرمونات خارجية المنشأ
  - هرمونات خارجية بيئية
  - كعلاج لمرض آخر

### مماثل الجنس، أو مغاير الجنس
عمومًا، مرضى البلوغ المبكر الذين يتطور عندهم نمط ظاهري مناسب من الخصائص الجنسية الثانوية، يسمى هنا بالبلوغ المبكر «مماثل الجنس».
وفي بعض الأحيان، قد يتطور المريض في الاتجاه المعاكس. على سبيل المثال، يمكن أن يظهر في الذكور تطور الثدي، والخصائص الأنثوية الأخرى، في حين أن الإناث قد يتطور عندهم صوت عميق، وشعر الوجه. وهذا ما يسمى بالبلوغ المبكر «مغاير الجنس»، وهو نادر جدًا مقارنةً بالبلوغ المبكر مماثل الجنس، وعادة ما يظهر في ظروف إستثنائية. على سبيل المثال، الأطفال الذين يعانون من حالة وراثية نادرة جدا تسمى فرط الإستروجين العائلي، والتي تظهر فيها مستويات عالية للغاية استثنائية من هرمون الاستروجين وتؤدي عادة إلى تطور البلوغ المبكر. ويظهر فرط التأنيث في الذكور والإناث على حد سواء في هذه المتلازمة.

## بحث
العديد من أسباب البلوغ المبكر غير واضحة إلى حد ما، على الرغم من أن الفتيات اللواتي لديهن نظام غذائي عالي الدسم، ولا ينشطن بدنيا، أو يعانين من السمنة هم أكثر عرضة للنضج البدني في وقت أسبق. وتعد الفتيات البدينات (التي تعرف على أنها لا تقل عن 10 كيلوغرامات (22 رطلا) من الوزن الزائد)، لديها فرصة 80 في المئة لتطور الثدي قبل عيد ميلادهم التاسع، وبدء الحيض قبل سن 12 (المتوسط الغربي للحيض حوالي 12.7 سنة). ويعد التعرض إلى المواد الكيميائية التي تحاكي هرمون الاستروجين (المعروف باسم زينوستروجين)، سبب محتمل للبلوغ المبكر للفتيات. وقد تبين أن بيسفينولA (وهو زينوستيروجين وجد في البلاستيك الصلب)، يؤثر على التطور الجنسي. ولكن هناك حاجة إلى عوامل أخرى غير السمنة، ربما وراثية، و/أو بيئية، لشرح ارتفاع معدل انتشار البلوغ المبكر للفتيات السود مقابل البيض.
تشير بعض الأبحاث أن المزيد من الفتيات يدخلن سن البلوغ بشكل متزايد في سن أصغر، في حين أن بعض الأولاد يبدأون في وقت لاحق (تأخر البلوغ). يقول الباحثون في نظام الصحة بجامعة ميشيغان، أن زيادة معدلات الأطفال الذين يعانون من السمنة المفرطة، وزيادة الوزن في الولايات المتحدة قد تسهم في ظهور البلوغ في وقت لاحق لدى الأولاد.
وقد تم ملاحظة مستويات عالية من بيتا-إتش سي جي (موجهة الغدد التناسلية المشيمائية) في الدم، وفي السائل الدماغي الشوكي، كمؤشر إلى ورم الغدة الصنوبرية، ويسمى الورم بورم الغدة الصنوبرية المفرز لهرمون موجهة الغدد التناسلية المشيمائية. ويؤدي العلاج الإشعاعي، والعلاج الكيماوي إلى تقليل حجم الورم، وإعادة البيتا-إتش سي جي إلى مستواه الطبيعي.
و في دراسة باستخدام الميلاتونين حديث الولادة على الفئران، تشير النتائج إلى أن الميلاتونين المرتفع يمكن أن يكون مسؤولا عن بعض حالات البلوغ المبكر.
وقد تم الإبلاغ عن حالات عائلية من البلوغ المبكر المركزي مجهول السبب، مما أدى بالباحثين إلى الاعتقاد بأن هناك موضحات جينية خاصة للبلوغ المبكر المركزي. الطفرات في الجينات مثل: لين28(LIN28)، ليب (LEP)، وليبر (LEPR)، التي تشفر اللبتين، ومستقبلات اللبتين، قد ارتبطت بالبلوغ المبكر. وتم التحقق من صحة العلاقة بين LIN28 وتوقيت البلوغ تجريبيا في الجسم الحي، عندما تبين أن الفئران التي تظهر فيها المظاهر المنتبذة من LIN28 تظهر فترة ممتدة من نمو ما قبل البلوغ، وتأخر كبير في بداية سن البلوغ.
كما يعتقد أن الطفرات في الكسببتين (KISS1) ومستقبلاتها KISS1R (المعروف أيضا باسم GPR54)، التي تشارك في إفراز الهرمون المطلق لموجهة الغدد التناسلية، وبلوغ سن البلوغ، هي السبب في البلوغ المبكر المركزي مجهول السبب. ومع ذلك، لا يزال هذا المجال مثير للجدل من البحوث، ووجد بعض المحققين أنه لا يوجد أي ارتباط بين الطفرات في الجينات LIN28 و KISS1 / KISS1R وكونهم السبب المشترك الكامن وراء البلوغ المبكر المركزي مجهول السبب.
تم استنساخ الجين MKRN3، وهو جين مطبوع عند الأم، لأول مرة من قبل جونغ وآخرون في عام 1999. وكان MKRN3 اسمه في الأصل بروتين إصبع الزنك 127. وهو يقع على منطقة حرجة 2 على الذراع الطويلة للكروموسوم البشري رقم 15 في متلازمة برادر ويلي، ومنذ ذلك الحين تم تحديدها كسبب للتطور الجنسي المبكر، أو البلوغ المبكر المركزي. وكان التعرف على الطفرات في MKRN3 المؤدية إلى حالات متفرقة من البلوغ المبكر المركزي مساهمة كبيرة في فهم أفضل لآلية البلوغ. ويعمل MKRN3 كفرامل للمحور الوطائي النخامي. ولذلك فإن فقدان الطفرات الوظيفية للبروتين، تسمح بالتنشيط المبكر للهرمون المطلق لموجهة الغدد التناسلية، وظهور البلوغ المبكر المركزي. كما أن المرضى الذين يعانون من طفرة MKRN3، تظهر عليهم كل أعراض البلوغ المبكر المركزي، بما في ذلك التطور المبكر للثدي، والخصيتين، وزيادة الشيخوخة العظمية، وارتفاع مستوى الهرمون المطلق لموجهة الغدد التناسلية، والهرمون المنشط للجسم الأصفر.

## التشخيص
تشير الدراسات إلى أن نمو الثدي لدى الفتيات، وظهور شعر العانة في الفتيات والفتيان، قد بدأ في وقت أسبق من الأجيال السابقة. ونتيجة لذلك، لم يعد «البلوغ المبكر» لدى الأطفال، ولا سيما الفتيات، الذين تتراوح أعمارهم بين 9 و 10 سنوات، غير طبيعي، على الرغم من أنه قد يكون مزعجا للآباء، ويمكن أن يكون ضارا بالأطفال الذين ينضجون جسديا في وقت غير ناضجين فيه عقليًا.
لا يوجد عمر فاصل بطريقة موثوقة بين العمليات الطبيعة والغير طبيعية في الأطفال، ولكن يعتقد أن العتبات العمرية التالية للتقييم تقلل إلى أدنى حد من خطر فقدان مشكلة طبية كبيرة:
- تطور الثدي في الأولاد قبل ظهور شعر العانة، أو نضوج الخصية
- ظهور شعر العانة، أو تضخم الأعضاء التناسلية في الأولاد قبل 9.5 سنوات
- ظهور شعر العانة قبل 8 سنوات، أو تطور الثدي في الفتيات قبل 7 سنوات
- الحيض في الفتيات قبل 10 سنوات

أحيانًا يكون التقييم الطبي ضروريًا للتعرف على الأطفال الصغار الذين يعانون من ظروف خطيرة من الأغلبية الذين دخلوا سن البلوغ في وقت مبكر، ولكن مازالوا طبيعيين. ويستلزم التطور الجنسي المبكر التقييم لأنه قد:
- يحث على نضج العظام، ويقلل من الارتفاع النهائي في البالغين.
- يشير إلى وجود ورم، أو مشكلة خطيرة أخرى.
- يؤدي بالطفل، ولاسيما الفتاة إلى أن يصبح هدفًا للاهتمام الجنسي للبالغين.[16][37][38]

ويعتقد أن البلوغ المبكر يجعل الفتيات أكثر عرضة للإيذاء الجنسي، وهذا لا علاقة له بالغلمانية، وذلك لأن الطفل قد تطورت لديه الخصائص الجنسية الثانوية؛ ومع ذلك، فإن العلاقة السببية، حتى الآن، غير حاسمة.
كما أن البلوغ المبكر أيضا يضع الفتيات في خطر أعلى للتحرش، أو البلطجة، واضطرابات الصحة النفسية، وقصر القامة عند البالغين. ويقترح مساعدة الأطفال على السيطرة على وزنهم للمساعدة في تأخير سن البلوغ. كما أن الفتيات في سن 8 سنوات على نحو متزايد يبدأن في الحيض، نمو الثديين، وظهور شعر العانة، والشعر تحت الإبط، وهذه المعالم البيولوجية عادة ما كانت تحدث في سن 13 أو أكثر في الماضي. والفتيات من أصل أفريقي عرضة بشكل خاص للبلوغ المبكر. وهناك نظريات تناقش اتجاه البلوغ المبكر، ولكن الأسباب الدقيقة غير معروفة.
وعلى الرغم من أن الأولاد يواجهون مشاكل أقل عند البلوغ المبكر من الفتيات، فإن البلوغ المبكر ليس دائما إيجابيا بالنسبة للبنين؛ يمكن أن يصاحب النضج الجنسي المبكر لدى الأولاد زيادة في العدوانية بسبب زيادة الهرمونات التي تؤثر عليهم. ولأنهم يظهرون أكثر من أقرانهم، قد يواجه الأولاد المحتلمون ضغوطا اجتماعية متزايدة لتتوافق مع معايير البالغين؛ المجتمع قد ينظر إليهم على أنهم أكثر تقدما عاطفيا، على الرغم من أن التنمية المعرفية، والحراك الاجتماعي قد تتأخرعن نضجهم المظهري. وقد أظهرت الدراسات أن الأولاد الناضجين في مرحلة مبكرة هم أكثر عرضة للنشاط الجنسي، وهم أكثر عرضة للمشاركة في السلوكيات الخطرة.

## العلاج
يعتبر الأناستروزول (anastrozole)، وخلات الهيستريلين (Histrelin acetate)، وترايبتورلين (triptorelin)، أو ليوبروليد (leuprolide)، وأي محفز للهرمون المطلق لموجهة الغدد التناسلية، من العلاجات المحتملة والتي يمكن استخدامها.
ويعتبر الاستخدام الغير مستمر لمحفزات الهرمون المطلق لموجهة الغدد التناسلية (GnRH agonists)محفزًا لإطلاق الهرمون المنشط للحوصلة(FSH)، والهرمون المنشط للجسم الأصفر(LH). ولكن عند استخدامها بانتظام؛ فإنها تقلل من إطلاق الهرمون المنشط للحوصلة، والهرمون المنشط للجسم الأصفر. كما أن الاستخدام المطول يحمل مخاطر الإصابة بهشاشة العظام. بعد توقف استخدام محفزات الهرمون المطلق لموجهة الغدد التناسلية، تستمر تغيرات البلوغ في خلال 3-12 شهر.